# Měřín (Rabyně)
Měřín (Duits: Mierschin) is een Tsjechische plaats in de gemeente Rabyně, regio Midden-Bohemen, en maakt deel uit van het district Benešov. Het dorp ligt op 3 kilometer afstand van Rabyně.
Měřín telt 62 inwoners (2021).

## Geografie
Měřín ligt aan de rivier de Moldau.

## Geschiedenis
De eerste schriftelijke vermelding van het dorp dateert van 1310.
Tijdens de Tweede Wereldoorlog maakte Měřín onderdeel uit van het militaire oefenterrein van de Waffen-SS Beneschau. De inwoners moesten daarom op 15 september 1942 noodgedwongen verhuizen. Sinds 1960 is Měřín volledig ondergebracht bij het district Benešov.

## Verkeer en vervoer

### Autowegen
Er leidt een regionale weg naar het dorp.

### Spoorlijnen
Er is geen station in Měřín. Het dichtstbijzijnde station is in Krhanice, op zo'n zeventien kilometer afstand. Dat station ligt aan spoorlijn 210 Praag - Vrané nad Vltavou - Jílové u Prahy - Týnec nad Sázavou - Čerčany. Het vervoer op de lijn begon in 1897.

### Buslijnen
Er zijn bushaltes in en bij het dorp:
| Halte                    | Lijn(en)    | Traject(en)                                                           | Vervoerder(s)            |
| ------------------------ | ----------- | --------------------------------------------------------------------- | ------------------------ |
| Rabyně, Měřín            | 390 485 755 | Rabyně - Praag-Smíchovské Rabyně - Týnec nad Sázavou Rabyně - Benešov | Martin UHER CŠAD Benešov |
| Rabyně, Měřín, Zotavovna | 755         | Rabyně - Benešov                                                      | CŠAD Benešov             |

## Voorzieningen
Er is een restaurant in het dorp.

## Galerij

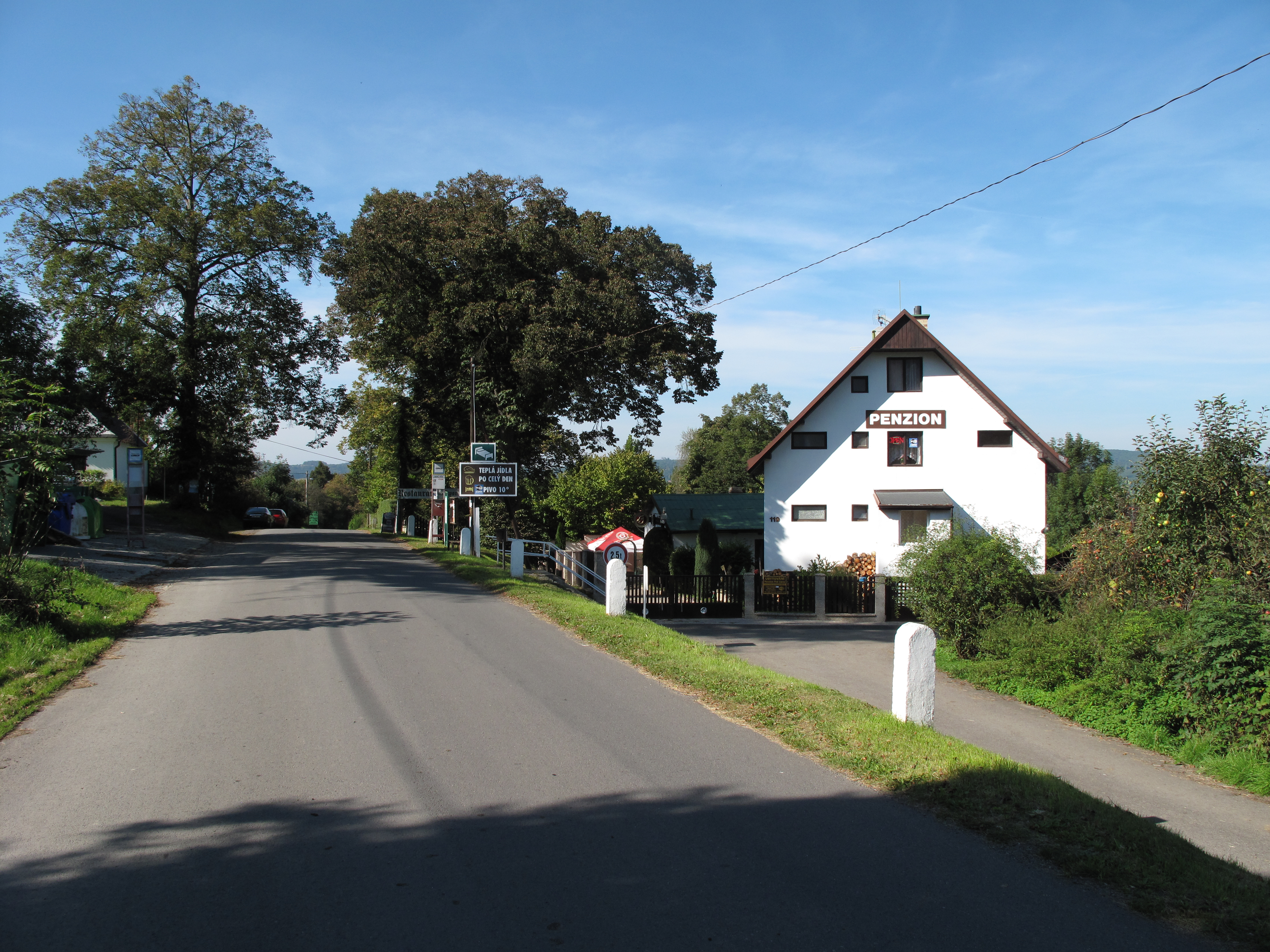
Restaurant (2014)
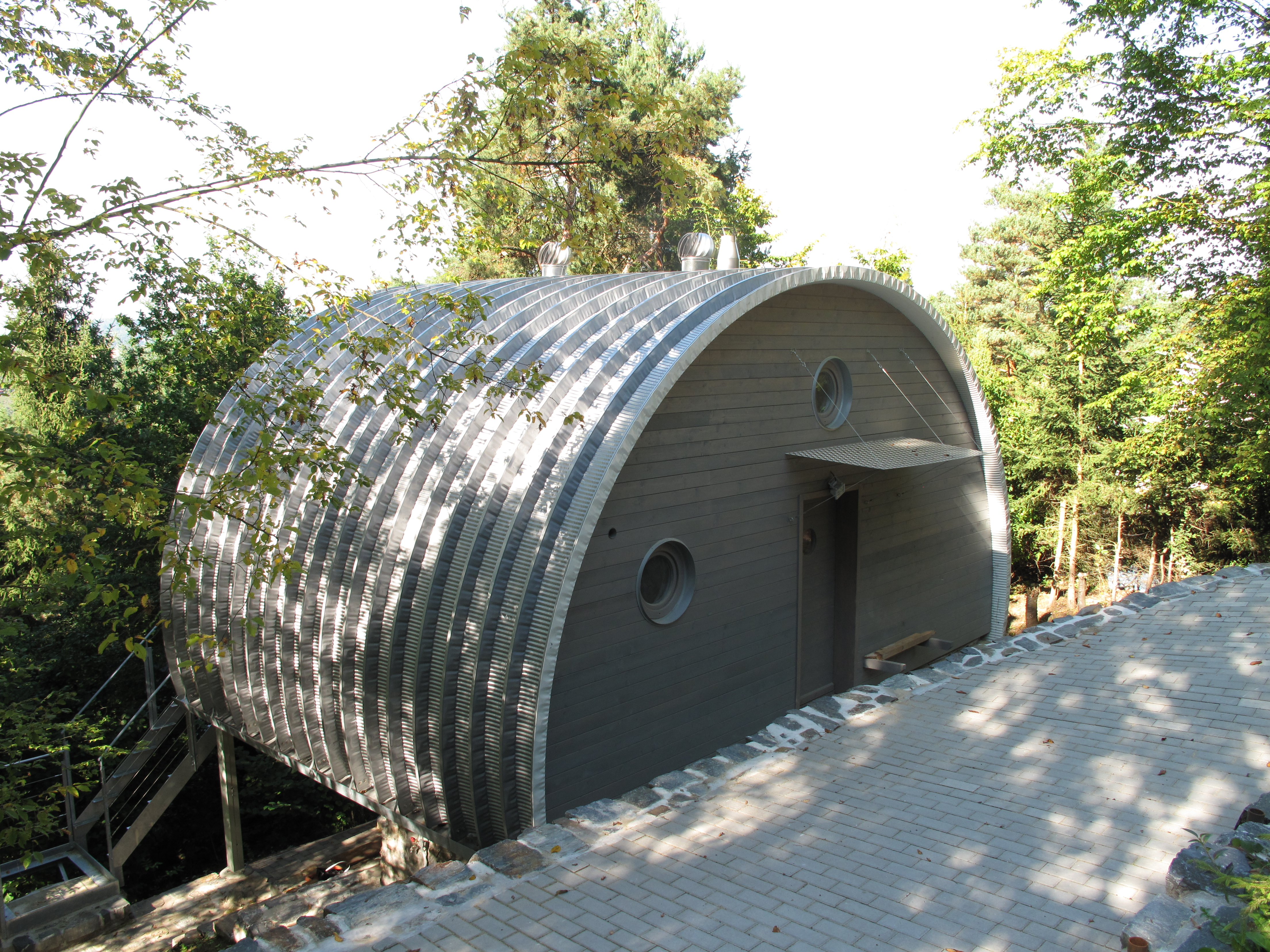
Hut in het dorp (2014)